# Grand prix littéraire ivoirien
Le grand prix littéraire ivoirien, aussi dénommé Kailcédra, est un prix littéraire créé en 2006.
Son premier lauréat est Koffi Kwahulé pour son livre Babyface.
En 2013, le prix est décerné à André Silver Konan pour Raison d'État.